# Ivan Iskrić
Ivan Iskrić (rođen: Jovan Iskrić) (Banatski Karlovac, Vojvodina, Srbija 3. ožujka 1884. – Zagreb, Hrvatska, 14. lipnja 1961.), bio je hrvatski časnik u Austro-Ugarskoj vojsci, te kasnije pripadnik Kraljevske jugoslavenske vojske i Hrvatskih oružanih snaga.

## Životopis
Satnik Ivan Iskrić je rođen 3. ožujka 1884. godine u Banatskim Karlovcima, tada dio Austro-Ugarske monarhije. Godine 1902. satnik Iskrić je kao fähnrich (zastavnik) dodijeljen "86. ugarskoj linijskoj pješačkoj pukovniji von Steininger". Kao oberleutnant (natporučnik) i zapovjednik satnije, s tom postrojbom se borio na bojištu u Kraljevini Srbiji tijekom Prvoga svjetskog rata. Nakon ranjavanja u pluća i tromjesečnog oporavka u bolnici, satnik Iskrić se ponovno vratio na istu bojišnicu, a u siječnju 1915. godine postao je hauptmann (satnik). Kada je 1915. godine Kraljevina Italija ušla u rat, satnik Iskrić je premješten na bojišnicu na Soči. Na talijanskom bojištu zapovijedao je u borbi protiv znatno nadmoćnijeg protivnika zbog čega je odlikovan Viteškim križem Reda Marije Terezije.
Na početku bitke, južno krilo "XV. korpusa Austro-Ugarske vojske" držalo je položaje na ruševinama mjesta Loga, tri kilometra sjeverno od mjesta Canale. Samo jedan mali dio bojišnice, dužine kilometra, protezao se duž Soče između Loga i Avče, a onda je bojišnica naglo skretala unatrag pod pravim kutom prema Lomskim Dulibama. Iza prve obrambene linije na obali Soče, linije "U", koju su zaposjele tri satnije, bila je druga linija, "R", što se protezala od vrha Fratta prema sjevernom dijelu mjesta Avče. Tu se spajala s obalnom linijom. Izloženi niski obalni dio linije uza Soču bio je važan dio cjelokupne obrane, pa je bio jedan od glavnih ciljeva talijanske vojske kada su 17. kolovoza 1917. godine počeli ofenzivu.
Zapovjednik obalne linije (od drugoga dana i druge linije) satnik Iskrić tek je dva tjedna prije dobio tu dužnost. Borbene mogućnosti i naoružanje vojnika starijih godišta, te pričuvnika ovih postrojbi nisu bili niti blizu onima talijanskih postrojbi. No, zapovjedništvo i vodstvo satnika Iskrića pokazivali su veliku snagu volje. Postrojbe satnika Iskrića su se uspjele tri dana odupirati talijanskim snagama u teškim bitkama sve dok nisu pristigla pojačanja na uzvisine Banjšice, gdje je ustrojena zajednička obrana. Tijekom četvrtoga dana bitke, 20. kolovoza 1917. godine, talijanska vojska je prešla Soču nedaleko od Loga i s boka zahvatila prvu obrambenu liniju uz rijeku. Satnik Iskrić je bio primoran se povući, sa svojim postrojbama, na pričuvni položaj na drugoj liniji. Ondje ga izravni topnički napadi i beskonačni talijanski juriši nisu mogli prisiliti na uzmak, pa čak ni onda kada su oba obrambena krila bila opkoljena. Kada su pristigla talijanska pojačanja, dok je broj žrtava na austro-ugarskoj strani stalno rastao, položaj satnika Iskrića je postao beznadan. Brigadni zapovjednik dopustio je satniku Iskriću da se povuče, no on mu je, prije nego što se po tko zna koji put prekinula telefonska linija, odgovorio: "Nikada!" Tijekom dana talijanske snage su uspjele osvojiti obližnje sjeverne položaje. Zbog toga je austrougarski protunapad u donjem dijelu mjesta Avče, gdje je preostala samo trećina branitelja, postao neobranjiv. Brigadni zapovjednik je zapovjedio povlačenje tijekom sljedeće noći. Satnik Iskrić je nagrađen zbog hrabrosti i postojanosti svih postrojbi pod njegovim zapovjedništvom. Svoje odličje je primio na 187. promociji 10. lipnja 1921. godine. Sve do kraja rata borio se na Soči, a još nekoliko puta je završio u bolnici. Nakon raspada Austro-Ugarske Monarhije satnik Iskrić je služio u Kraljevskoj jugoslavenskoj vojsci. Umirovljen je 1941. godine kao pukovnik Hrvatskih oružanih snaga.
Satnik Iskrić je umro 14. lipnja 1961. godine. Pokopan je na zagrebačkome groblju Mirogoju.

## Činovi

### Austro-Ugarska Monarhija
- čin Fähnrich (zastavnik).
- čin Oberleutnant (natporučnik).
- čin Hauptmann (satnik).

### Nezavisna Država Hrvatska
- pukovnik.

## Odličja
- Viteški križ Reda Marije Terezije (Ritter des Militär Maria Theresien Ordens)[1]

## Vanjske poveznice
- Johann Iskrić - junak soške fronte (slov.), (engl.)